# Новое Сюрбеево
Но́вое Сюрбе́ево (чув. Ҫӗрпӳел) — деревня в Цивильском районе Чувашской Республики. Входит в состав Чурачикского сельского поселения.

## География
Находится в северной части Чувашии на расстоянии приблизительно 11 км на юг по прямой от районного центра города Цивильск у автомагистрали А-151.

## История
Известна с 1719 года как деревня с 8 дворами и 21 жителем мужского пола. В XIX веке околоток деревни Первая Чуратчикова (ныне Новые Чурачики). В 1747 году проживало 33 мужчины, в 1795 — 15 дворов, 80 жителей, 1858—133 жителя, в 1897—223 жителя, 1926 — 56 дворов, 293 жителя, в 1939—357 жителей, 1979—284. В 2002 году было 75 дворов, 2010 — 62 домохозяйства. В период коллективизации был образован колхоз «Пучах», в 2010 действовали ОАО «Броневик», ООО КФХ «Луч».

## Население
Постоянное население составляло 182 человека (чуваши 98 %) в 2002 году, 178 в 2010.